# 芙蓉街道 (常德市)
芙蓉街道是中华人民共和国湖南省常德市武陵区下辖的一个街道办事处。

## 行政区划
芙蓉街道下辖以下村级行政区划单位：
落路口社区、华南社区、芙蓉社区、项家铺社区、新河社区、岩坪社区、石灰社区、高泗社区、泽远社区。